# イケチ・アンヤ
イケチ・アンヤ（Ikechi Anya 、1988年1月3日 - ）は、スコットランド・グラスゴー出身のプロサッカー選手。サッカースコットランド代表。ポジションはMF。

## 経歴

### 生い立ち
父はナイジェリア出身のイボ人、母はルーマニア人である。両親は1980年代にブカレストからグラスゴーに移住、当人もここで生まれ育った。7歳の時、父親がオックスフォード大学に職を得たため、オックスフォードに移住した。

### 代表
その経歴からスコットランド代表、イングランド代表、ルーマニア代表、ナイジェリア代表のいずれかを選択することが出来たが、本人は出身地であるスコットランドを選択した。2013年8月、スコットランド代表初招集。一ヶ月後に開催される2014 FIFAワールドカップ・ヨーロッパ予選・ベルギー代表戦とマケドニア代表戦のメンバーに選ばれた。ベルギー戦で途中出場し初キャップを刻んだ。次のマケドニア戦で初スタメン・初ゴール。

## 所属クラブ
ユース
- オックスフォード・ユナイテッドFC 2002-2003
- ウィコム・ワンダラーズFC 2003-2004

プロ
- ウィコム・ワンダラーズFC 2004-2007
- オックスフォード・シティFC 2007-2008
- ヘールズオウェン・タウンFC 2008
- ノーサンプトン・タウンFC 2009
- セビージャ・アトレティコ 2009-2010
- セルタ・デ・ビーゴB 2010-2011
- セルタ・デ・ビーゴ 2011
- グラナダCF 2011-2013

→カディスCF 2011-2012 (loan)
→ワトフォードFC 2012-2013 (loan)
- ワトフォードFC 2013-2016
- ダービー・カウンティFC 2016-2020

## 代表歴
- サッカースコットランド代表
  - 2014 FIFAワールドカップ・ヨーロッパ予選
  - UEFA EURO 2016予選

ゴール
| No. | 開催日        | 会場                       | 対戦国       | スコア | 最終結果 | 試合概要                                |
| --- | ------------- | -------------------------- | ------------ | ------ | -------- | --------------------------------------- |
| 1.  | 2013年9月10日 | ピリッポス2世アレナ        | 北マケドニア | 0–1    | 1–2      | 2014 FIFAワールドカップ・ヨーロッパ予選 |
| 2.  | 2014年9月7日  | ジグナル・イドゥナ・パルク | ドイツ       | 1–1    | 2–1      | UEFA EURO 2016予選                      |
| 3.  | 2016年3月24日 | レトナ・スタジアム         | チェコ       | 0–1    | 0–1      | 親善試合                                |